# Истанбулски трамвај
Истанбулски трамвај (тур. İstanbul Tramvayı) је модеран трамвајски систем на европској страни Истанбула. Линија Т1, отворена је 1992., а затим линија Т2, који је отворен 2006. Линије Т1 и Т2 су се спојили 2011., а линија је задржала назив Т1. Уследиле су линије Т4, Т5 и Т6, отворене 2007., 2021. и 2024.   

## Историја
Истанбул, некадашњи главни град Османског царства, некада је имао велику мрежу трамваја и на азијској и на европској страни. Прво је почео као коњски трамвај 1860., а постепено је претворен у систем електричног трамваја почевши од 1912. Много додатних рута је додато трамвајском систему, у прогресивним фазама током времена. Мрежа је достигла свој најшири обим 1956. са 108 милиона путника које је превезло 270 трамвајских кола, на 56 линија. Међутим, одражавајући развој у многим градовима широм света током 1960-их, трамвајска услуга је почела да се затвара 1956., а потпуно је заустављена 1966.
Након затварања старе трамвајске мреже средином 60-их, становници Истанбула су мислили да је препрека несметаном градском кретању уклоњена и да ће се градски саобраћај кретати брже него раније, али се неколико година касније показало нетачним. Неконтролисано повећање употребе возила на фосилна горива попут аутобуса, таксија и приватних аутомобила почело је да гуши улице Истанбула. Турска је патила од многих проблема земаља у развоју, укључујући загађење, саобраћајне гужве, илегалну миграцију, ниску писменост и висок ниво пораста становништва итд. Како је густина насељености расла, Истанбул је постајао све урбанизованији, што је довело до све већег броја моторних возила. Ово је заузврат довело до повећаног загађења ваздуха и звука, загушења саобраћаја и смога. Град је постао спорији него што је био случај пре затварања бившег трамвајског система. Ови проблеми су постали очигледни почетком 70-их; средином 80-их Истанбулци су схватили да су неконтролисани приступ моторним возилима и укидање трамвајског система била грешка. Пораст саобраћаја, загушења и загађење ваздуха резултирали су тиме да је Истанбул средином 80-их постао један од најзагађенијих евроазијских градова. Након што је схватио ову грешку, Истанбул је планирао повратак трамваја.
Схватајући велику грешку укидања претходне трамвајске линије, влада је почела да смањује загађење што је пре могуће, а такође и враћа добру слику Истанбула за туристе. Саобраћајна управа Истанбула одлучила је да отвори посебан, модеран, брзи трамвај.
Савремени трамвај, назван линија Т1, представљен је у Истанбулу 1992. и убрзо је постао популаран. Трамваји Т1 се постепено продужавају од тог времена, последње проширење је било 2011.